# 武训墓及祠堂
武训墓及祠堂，是山東省文物保護單位之一，現位於山东省聊城市冠县。武训是清朝期間一名興辦義學的乞丐，其墳墓起初是一座土墓，後歷經修繕，改為水泥墓；武训的祠堂亦得以建立。在文化大革命期間，武训墓及祠堂遭到破壞，墓被紅衛兵挖開，遺體不知所終，祠堂也受砸損。武訓獲平反後，武訓墓進行重建工程，武訓祠也進行了整修和擴建工程。

## 歷史
清朝的武训是一名自幼家贫的乞丐，因為文盲而備受凌辱，因此決心為贫苦人家興辦义学；他最終成功建立三所义学，轰动朝野上下。其後，武训在其中一所自己開辦的义学裡病逝，按其遺囑葬於他建立的柳林祟贤义塾东面，其墳墓當時是一座土墓。1903年，山東巡撫衙門爲武訓修繕陵墓、由乡绅建立專祠，並就此事設立紀念碑；在中華民國成立後的1921年，曾擔任山東教育廳長的何思源撥款重建武訓祠，並為武訓製造一尊漢白玉雕像，置於祠堂內。1936年，山東省政府主席韓復榘按照1903年武训專祠的外貌，正式修建武训祠堂；此工程由當地民眾捐款支持，一度因日本人侵而延誤。武训的土墓亦在1936年改为水泥墓。
中華人民共和國成立後的1951年，領導人毛澤東發動對電影《武訓傳》和武訓本人的批判。中共中央華北局宣傳部向中共中央宣传部提出請示報告，認為要移除關於武訓的塑像和紀念碑，但應該保留武訓墓，中央宣傳部對此批示「可予同意」。但是，到了文化大革命期間，造反派违背中央指示，破壞武训墓。1966年8月下旬，冠县第二中学全体师生前來挖墓，柳林农中和柳林卫生学校的师生相继加入；紅衛兵砸開以水泥製成的墓頂外殼、挖開青磚砌成的椁槨，把椁槨內的柏木棺材砸開。及後，紅衛兵用棺材的底板抬起武訓屍骨，把遺骸遊街示眾，最終運到柳林北門西側附近的廢棄磚窑，召開批鬥大會。武訓遺體此後不知所終，其失蹤過程有不同版本：第一種說法指，武訓的遺體已被紅衛兵焚燒成灰；第二種說法指，紅衛兵威胁武訓亲属不可收屍，一位不知名的牲口饲养员私下取得已被砸烂的遺體，葬在附近的水渠，確實地点不详；武訓四世侄孫武玉泉則認為，武訓的曾侄孙武金興在批鬥大會當天的晚上取回遺體，埋葬於一幅麥子地，至今難以找回。武训祠堂亦在文化大革命時遭到砸損，祠堂内的牌位和神龕被毁。
後來，對武訓的批判隨着文化大革命結束而終止，武訓亦在1986年獲平反。武训墓在1989年進行重建工程，期間曾多次詢問相關人士，仍不能找回武训的遗體。一直主張為武训恢復名譽李士钊參與了武训墓揭牌仪式。武训祠也進行整修和扩建工程，更名「武训纪念堂」。
武训墓及祠堂是第三批山东省文物保护单位之一。根據山东省情资料库的數據，此文物保护单位每年有数千人参观，其中在1993年接待了超過2,500名訪客。

## 結構
武训墓及祠堂周圍有青砖搭成的围墙，墙外有河水环绕，是一所整体呈长方形的大院子。围墙周长890.12米，裡面的建築物坐北朝南，呈中轴线排列。武训墓呈圓包形，高兩米、周长十米，墓的前方有一塊石碑，上面有徐运北题寫的「武训先生之墓」字樣。武训祠堂位於武训墓前方，髙12米、东西长16米、南北闊10.25米，採用了歇山式屋顶，屋簷向上翹起，正门上面有同樣由徐运北手书的「武训纪念堂」五字，前方有武训的半身汉白玉塑像；祠堂還運用了减柱法，室内看不到柱子。武训祠堂大门牌坊有一道长140米、樹立了26块石碑的碑廊，碑廊東西兩面分別設有「高歌台」和「武训魂亭」。武训墓的北面有一座陈列室，用作展示武训的生平。

## 參註